# Momona Tamada
Momona Tamada (Vancouver, 28 september 2006) is een Canadees actrice. Ze speelde in diverse films en series, waaronder The Main Event, The Boys en Avatar: The Last Airbender.

## Filmografie

### Film
- 2020: To All the Boys: P.S. I Still Love You, als jonge Lara Jean
- 2020: The Main Event, als Erica
- 2020: A Babysitter's Guide to Monster Hunting, als babysitter vanuit Japan
- 2021: To All the Boys: Always and Forever, als jonge Lara Jean
- 2022: Secret Headquarters, als Maya

### Televisie
- 2019: The Boys, als jonge Kimiko Miyashiro "De vrouw"
- 2019: The Terror, als Kazu's kleindochter
- 2020: Gabby Duran & The Unsittables, als danser
- 2020-2021: The Baby-Sitters Club, als Claudia Kishi
- 2022: Super PupZ, als Emma
- 2022: Oni: Thunder God's Tale, als Onari
- 2024-heden: Avatar: The Last Airbender, als Ty Lee
- 2024: The Spiderwick Chronicles, als Emiko
- 2025: Happy Face, als Eva

### Computerspel
- 2025: Assassin's Creed Shadows, als Oni-Yuri (stemrol)